# Sérignan-du-Comtat
Sérignan-du-Comtat település Franciaországban, Vaucluse megyében. Lakosainak száma 2896 fő (2022. január 1.). Sérignan-du-Comtat Camaret-sur-Aigues, Lagarde-Paréol, Orange, Sainte-Cécile-les-Vignes, Travaillan, Uchaux és Piolenc községekkel határos.

## Népesség
A település népessége az elmúlt években az alábbi módon változott:
| Lakosok száma | 2461 | 2508 | 2635 | 2676 | 2764 | 2853 | 2856 | 2866 | 2896 |
|               | 2013 | 2015 | 2016 | 2017 | 2018 | 2019 | 2020 | 2021 | 2022 |